# The Simpsons Archive
The Simpsons Archive, bedst kendt som snpp.com eller kun SNPP (fork. Springfield Nuclear Power Plant), er en fanside for The Simpsons, som åbnede i 1994. Den vedligeholdes af frivillige.